# Мокси
Мокси (на английски: Moxee) е град в окръг Якима, щата Вашингтон, САЩ. Мокси е с население от 3403 жители (2007) и обща площ от 3 km². Намира се на 324 m надморска височина. ЗИП кодът му е 98936, а телефонният му код е 509.